# Sarcozona praecox
Sarcozona praecox là một loài thực vật có hoa trong họ Phiên hạnh. Loài này được (F. Muell.) S.T. Blake & H. Eichler miêu tả khoa học đầu tiên năm 1965.